# جایزه بزرگ موناکو ۱۹۷۰
جایزه بزرگ موناکو ۱۹۷۰ (انگلیسی: ‎1970 Monaco Grand Prix‎) یک مسابقهٔ موتوری در رشتهٔ اتومبیل‌رانی فرمول یک بود که در تاریخ ۱۰ مهٔ ۱۹۷۰ در پیست موناکو واقع در مونت‌کارلو، موناکو برگزار شد. این گراند پری در میان ۱۳ گراند پری در فصل ۱۹۷۰، مسابقهٔ شمارهٔ ۳ بود.
در این مسابقه که در ۸۰ دور و به مسافت ۲۵۱٫۶۰۰ کیلومتر (۱۵۶٫۳۳۷ مایل) برگزار شد، پول پوزیشن توسط جکی استوارت کسب شد و سریع‌ترین زمان برای طی یک دور پیست که برابر با ۱:۲۳٫۲ بود نیز توسط جوهن رایندت به ثبت رسید.
جوهن رایندت از تیم لوتوس-فورد، جک برابام از تیم برابام-فورد و هنری پسکارولو از تیم ماترا به‌ترتیب مقام‌های اول تا سوم مسابقه را کسب کردند.

## رده‌بندی قهرمانی پس از مسابقه
|       | جایگاه | راننده      | امتیاز |
| ----- | ------ | ----------- | ------ |
| ۱     | ۱      | جک برابام   | ۱۵     |
| ۱     | ۲      | جکی استوارت | ۱۳     |
| ۱۳    | ۳      | جوهن رایندت | ۹      |
| ۱     | ۴      | دنی هیولم   | ۹      |
| ۱     | ۵      | بروس مک‌لارن | ۶      |
| منبع: |        |             |        |

|       | جایگاه | سازنده      | امتیاز |
| ----- | ------ | ----------- | ------ |
| ۲     | ۱      | برابام-فورد | ۱۵     |
|       | ۲      | مک‌لارن-فورد | ۱۵     |
| ۱     | ۳      | لوتوس-فورد  | ۱۴     |
| ۳     | ۴      | مارچ-فورد   | ۱۳     |
|       | ۵      | ماترا       | ۷      |
| منبع: |        |             |        |

یادداشت
- تنها پنج جایگاه نخست از هر رده‌بندی نمایش داده شده‌است.